# Theodor von Pistorius

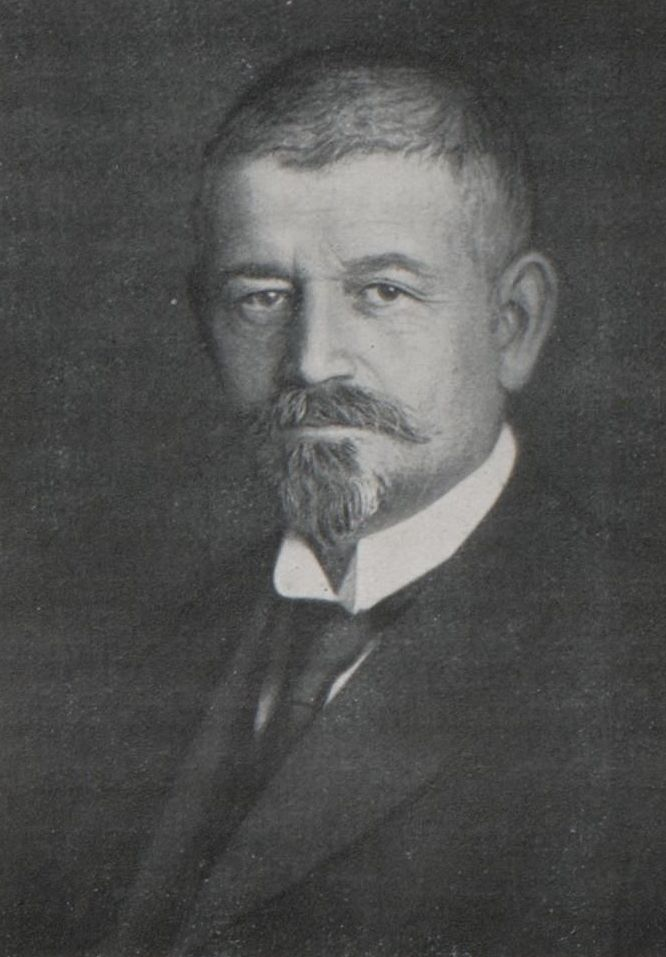
Theodor von Pistorius, um 1928

Theodor Gottlieb Andreas Pistorius, seit 1904 von Pistorius,  (* 12. November 1861 in Tübingen; † 31. Januar 1939 in Stuttgart) war ein Beamter und Hochschullehrer. Von 1914 bis 1918 war er Finanzminister des Königreichs Württemberg und von 1920 bis 1932 Professor für Staats- und Wirtschaftswissenschaften an der TH Stuttgart.

## Leben und Politik
Pistorius begann seinen beruflichen Werdegang 1878 als Praktikant im mittleren Postdienst. Von 1881 bis 1882 tat er Dienst in der Württembergischen Armee und kehrte sodann in den Postdienst zurück. Von 1883 bis 1886 studierte er Rechts- und Sozialwissenschaften an der Universität Tübingen. Die beiden Finanzdienstprüfungen bestand er mit ausgezeichnetem Ergebnis und trat 1887 als Kameralamtsbuchhalter in Mergentheim in den Finanzdienst des Königreichs Württemberg. 1890 promovierte er in Tübingen zum Dr. sc. pol. Sodann arbeitete Pistorius einige Jahre bei der Domänendirektion in Stuttgart. Die nächsten Jahre war er am Departement der Finanzen beim Steuerkollegium tätig und stieg in der Karriereleiter 1894 zum Assessor, 1898 zum Finanzrat und 1902 zum Ministerialrat auf.
Die württembergische Steuerreform des Jahres 1903 entstand unter seinem entscheidenden Einfluss. An die Stelle der bisherigen Ertragssteuer trat nun die allgemeine Einkommensteuer, wie sie schon im Königreich Preußen und im Großherzogtum Baden bestand. Als Steuerexperte der Regierung trat er mehrfach während der Haushaltsdebatten ans Rednerpult in der Kammer der Abgeordneten des Württembergischen Landtags.
Durch die Verleihung des Ehrenkreuzes des Ordens der Württembergischen Krone wurde er 1904 in den persönlichen Adelstand erhoben. Er war außerdem Kommentur II. Klasse des Friedrichs-Ordens und Ritter II. Klasse des Verdienstordens vom Heiligen Michael.
1910 wurde Pistorius Ministerialdirektor und Stellvertreter des Finanzministers Wilhelm von Geßler. Am 13. April 1914 trat er dessen Nachfolge in der Regierung Weizsäcker an und wurde auch Bevollmächtigter beim Bundesrat.
In den nachfolgenden vier Jahren des Ersten Weltkriegs verstand es Pistorius, den württembergischen Staatshaushalt durch eiserne Disziplin und Erhebung einer 1915 mit Zustimmung der Landstände eingeführten Vermögenssteuer auf Kurs zu halten und nicht wie in den anderen Ländern in eine gefährliche Schieflage geraten zu lassen. Am 7. November 1918 trat Pistorius auf Wunsch König Wilhelms II. in die erste parlamentarische Regierung Liesching ein, welche jedoch nur zwei Tage im Amt blieb und bereits am 9. November 1918 durch die revolutionäre Regierung Blos ersetzt wurde. Als überzeugter Monarchist verließ Pistorius die  Regierung, obwohl ihm die weitere Leitung des Finanzministeriums von Wilhelm Blos angeboten worden war. Von 1920 bis 1932 war er ordentlicher Professor für Staats- und Wirtschaftswissenschaften an der TH Stuttgart und von 1922 bis 1929 zusätzlich Honorarprofessor für  Steuerrecht und Finanzwissenschaften an der Universität Tübingen. Von 1928 bis 1934 versah er die Studienleitung an der neu errichteten württembergischen Verwaltungsakademie. Über vierzig Jahre veröffentlichte Pistorius zahlreiche Beiträge zu Steuerfragen und dem politischen Zeitgeschehen im Schwäbischen Merkur. Er war Mitglied des Württembergischen Geschichts- und Altertumsvereins und gehörte von 1930 bis 1937 der Württembergischen Kommission für Landesgeschichte an.

## Familie
Theodor Pistorius entstammte einfachen Verhältnissen. Die evangelische Familie Pistorius ist seit der Reformationszeit in Württemberg nachweisbar. Der Großvater Gottlieb Friedrich Pistorius  (1797–1839) diente als Militärmusiker bei der 4. Infanteriebrigade in Ulm, der Vater Christoph Gottlieb Pistorius (1828–1907) betätigte sich als Secklermeister und Bandagist in Tübingen. Dessen Ehefrau Katharine Pistorius geb. Karrer (1832–1889), die Mutter von Theodor Pistorius, entstammte einer Weingärtnerfamilie aus Tübingen. 1895 heiratete Theodor Pistorius Mina Kuhn (* 1870), die Tochter des Professors Wilhelm Kuhn, welcher am Realgymnasium in Stuttgart unterrichtete. Aus der Ehe von Theodor und Mina Pistorius gingen drei Kinder hervor.

## Ehrungen
- 1920 Ehrenbürger der TH Stuttgart
- 1929 Dr. jur. h. c. der Universität Tübingen

## Werke (Auswahl)
- Die Staatsgerichtshöfe und die Ministerverantwortlichkeit nach heutigem deutschen Staatsrecht. Laupp, Tübingen 1891 (Tübingen, Staatswiss. Diss. von 1891).
- Gesetz über die Einkommensteuer in Württemberg nebst Ausführungsbestimmungen und einem Anhang betreffend die Kapitalsteuer. 2 Bde., Maier, Ravensburg 1903.
- Die württembergische Steuerreform. In: Finanzarchiv. Bd. 21 (1904), S. 1–114.
- Der Berufsaufwand in der Einkommenssteuer. Heß, Stuttgart 1908.
- Über die Rechtskraft im Einkommensteuerbeschwerdeverfahren und Verwandtes. Heß, Stuttgart 1908.
- Denkschriften über die Fortführung der Steuerreform. 1909 und 1913/14.
- Rede des Staatsministers der Finanzen Dr. von Pistorius: gehalten bei der öffentlichen Kundgebung für die siebte Kriegsanleihe in Stuttgart am 14. Oktober 1917. Grüninger, Stuttgart 1917.
- Steuer oder Ertragsanteil?. Diederichs, Jena 1919 (Deutsche Gemeinwirtschaft; 7).
- Unser Steuerrecht, eine Vortragsreihe. Kohlhammer, Stuttgart 1919.
- Die deutsche Finanzwirtschaft und der Ausweg aus der Not. Enke, Stuttgart 1920 (Finanz- und volkswirtschaftliche Zeitfragen; 70).
- Staats- und Verwaltungskunde. Kohlhammer, Stuttgart 1926.
- Unser Steuerrecht: eine Vortragsreihe in drei Teilen.
  - Bd. 1: Allgemeines Steuerrecht, einschließlich der Geschichte des deutschen Steuerrechts, den verfassungsmäßigen Grundlagen des geltenden Reichssteuerrechts mit Finanzausgleichgesetz, Reichsbewertungsgesetz und Reichsabgabenordnung. 2. Auflage, Kohlhammer Stuttgart 1928.
  - Bd. 2: Spezielles Steuerrecht: die deutsche Reichssteuergesetzgebung in ihren Grundzügen. 2. völlig neubearb. Aufl. Kohlhammer, Stuttgart 1929.
  - Bd. 3: Spezielles Steuerrecht: das württembergische Landes- und Gemeindesteuerwesen. Kohlhammer, Stuttgart 1933.
- Zum 75. Geburtstag von Georg von Schanz. In: Besondere Beilage des Staats-Anzeigers für Württemberg, Nr. 3, 30. März 1929, S. 94–96.
- Frankenfahrten und sonstige Wanderungen und Betrachtungen auf deutschem Boden von einem Heimatfreund. Kohlhammer, Stuttgart 1934.
- Die letzten Tage des Königreichs Württemberg, mit Lebenserinnerungen und Lebensbekenntnissen. Kohlhammer, Stuttgart 1935 (Digitalisat).